# Paul Reedy
Paul Reedy, född den 21 januari 1961 i Robinvale i Australien, är en australisk roddare.
Han tog OS-silver i scullerfyra i samband med de olympiska roddtävlingarna 1984 i Los Angeles.